# Menara Maxis
Maxis Tower, o  Menara Maxis en el idioma malayo, es un rascacielos de oficinas que alberga la sede de Maxis Communications y Tanjong Plc Group of Companies. El edificio fue promovido por KLCC Properties Holdings Berhad (KLCCP) dentro de la Fase 1 del proyecto KLCC. El edificio es propiedad de Impian Klasik Sdn Bhd, en el que Tanjong posee un 67% de las acciones y KLCCP posee un 33%. Maxis Tower se sitía en la esquina noroeste del proyecto KLCC, al lado de las Torres Petronas. Como con sus torres gemelas vecinas, Menara Maxis incluye un revestimiento de aluminio y cristal.